# Austin (Minnesota)
Austin (auch City of Austin) ist eine Stadt im Südosten des US-Bundesstaates Minnesota mit 26.174 Einwohnern (Stand Volkszählung 2020). Sie ist Verwaltungssitz (County Seat) des Mower County. Im Norden liegt sie im Austin Township, im Süden im Lansing Township, ist aber dennoch von beiden politisch unabhängig.
Größter Arbeitgeber der Stadt ist die Hormel Foods Corporation, ein Nahrungsmittelhersteller und Produzent von Spam. Jedes Jahr veranstaltet sie den „Spam Jam“, ein mehrtägiges Festival in der Stadt. Zudem gibt es in der „Spam Town USA“, wie Austin gelegentlich genannt wird, ein „Spam Museum“.

## Geografie

### Geografische Lage
Austin liegt im Mittleren Westen der Vereinigten Staaten im Südosten des Bundesstaates Minnesota. Nach den Angaben des United States Census Bureau beträgt die Fläche der Stadt 28,1 Quadratkilometer. Davon sind 27,8 Quadratkilometer Land und 0,2 Quadratkilometer Wasserflächen.

### Klima
Austin fällt in das für Minnesota typische Kontinentalklima mit feucht-heißen Sommern und kalten Wintern. Durchschnittlich fallen im Jahr 812 Millimeter Niederschlag. An durchschnittlich 79 Tagen liegt die Tageshöchsttemperatur unter null Grad Celsius. Die jährliche Schneefallmenge beträgt 104 Zentimeter. Weiterhin gehört Austin zum Randgebiet der Tornado Alley.
| Daten des NCDC (1971–2000)              | Jan   | Feb  | März | Apr | Mai  | Juni | Juli | Aug  | Sep  | Okt | Nov  | Dez  |       |
| Durchschnittliche Tagestemperatur in °C | −11,7 | −7,9 | −0,7 | 7,2 | 14,1 | 19,4 | 21,1 | 19,7 | 15,0 | 8,3 | −0,8 | −8,8 | ⌀ 6,2 |
| Durchschnittlicher Niederschlag in mm   | 24    | 14   | 41   | 79  | 103  | 103  | 114  | 115  | 83   | 58  | 51   | 26   | Σ 812 |

## Geschichte

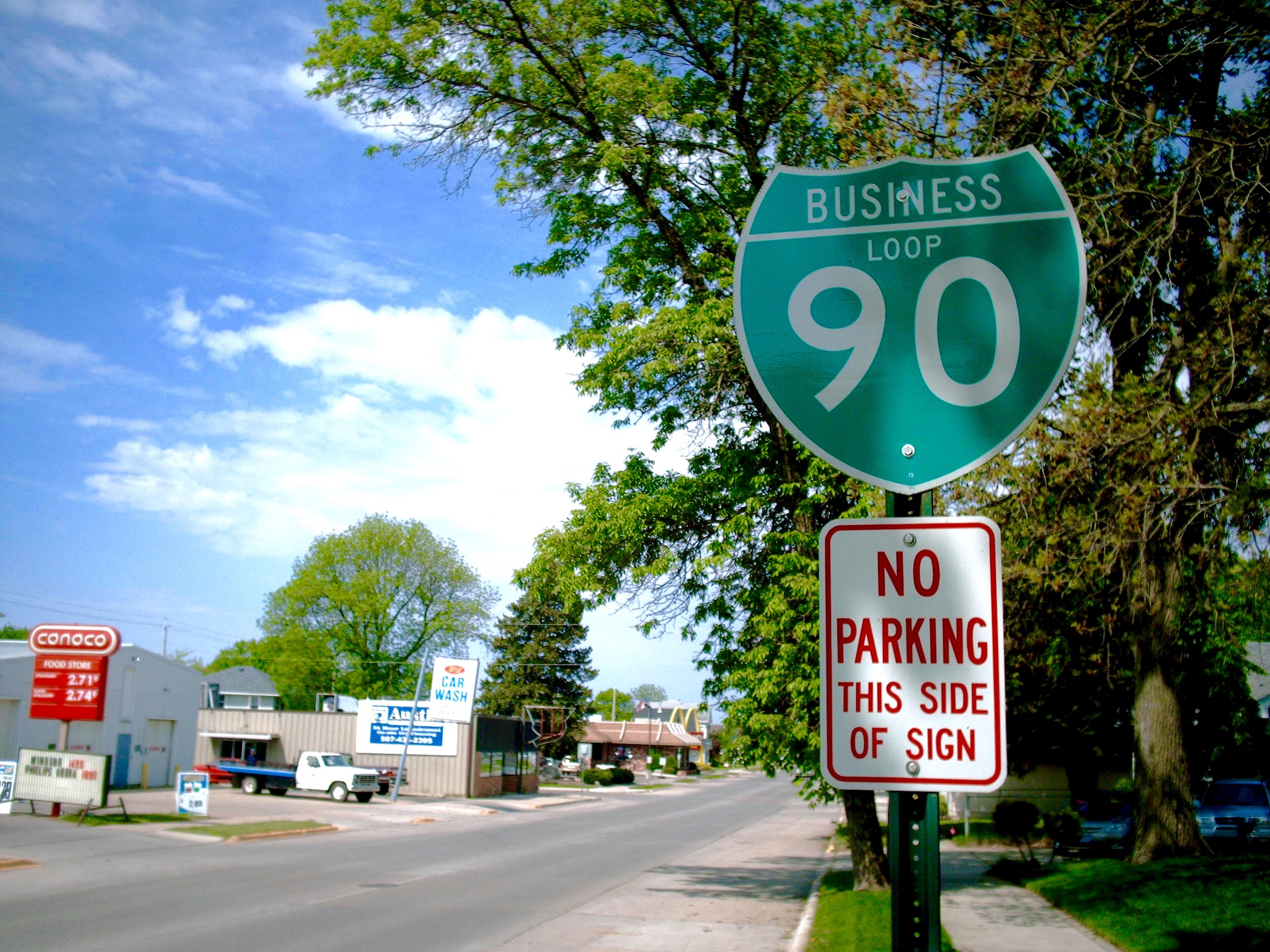
Interstate 90 Loop in Austin

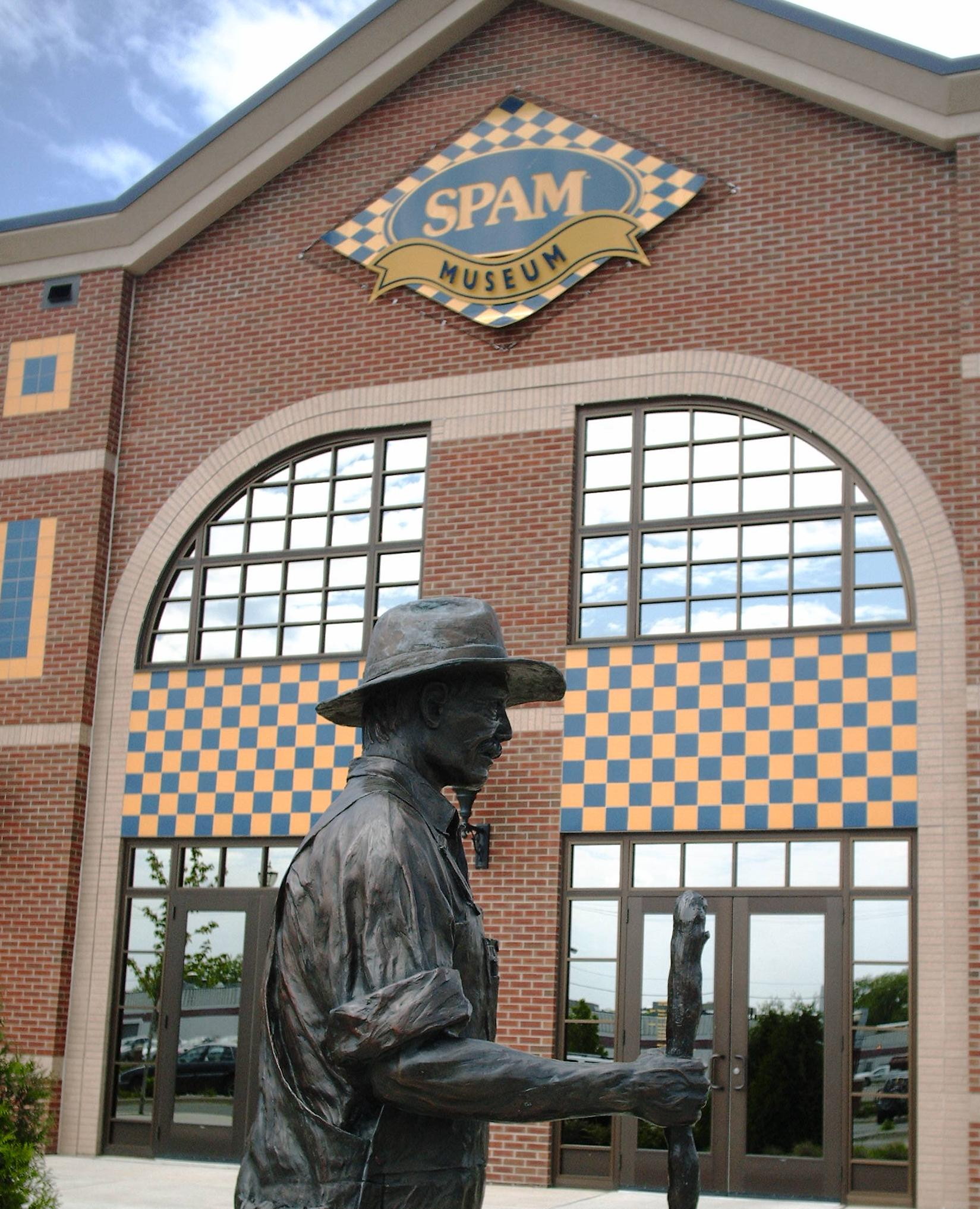
Hormel Spam Museum

1853 baute Austin Nichols, der Namensgeber der späteren Stadt, eine Blockhütte am Cedar River. Ein Jahr später verkaufte er diese an Chauncey Leverich, der am Fluss zudem ein Sägewerk baute. Dies zog weitere Siedler in die Gegend. 1856 hatte die Gegend genügend Einwohner, sodass die Gründung eines Countys und somit der Stadt möglich war. Am 1. März 1856 bestätigte Gouverneur Willis Gorman die Gründung des Countys. Noch im selben Jahr wurde die Stadt nach dem ersten Siedler Austin benannt. In den folgenden Jahren siedelten sich zahlreiche Siedler und Betriebe an. 1867–69 wurde Austin an die Eisenbahnstrecken Chicago-Milwaukee-St. Paul angeschlossen. 1885 nahm die Chicago Great Western Railroad ihren Betrieb auf. Im Jahre 1891 gründete George A. Hormel die George A. Hormel & Co.
Von August 1984 bis Juni 1985 stand Austin im Mittelpunkt eines Arbeitskampfes bei Hormel. Nachdem es aufgrund von Lohnkürzungen zu Protesten und Arbeitsniederlegungen gekommen war, ließ Gouverneur Rudy Perpich die Nationalgarde einsetzen, um die nicht streikenden Arbeiter und die Fertigungsanlagen vor den Streikenden zu schützen. Diese Maßnahmen stießen teils auf große Kritik. Barbara Kopple arbeitete die Geschehnisse in dem Oscar-prämierten Dokumentarfilm American Dream auf.
| Jahr      | 1860 | 1900  | 1920   | 1940   | 1960   | 1970   | 1980   | 1990   | 2000   | 2010   | 2020   |
| Einwohner | 200  | 5.474 | 10.118 | 18.307 | 27.908 | 25.074 | 23.020 | 21.907 | 23.314 | 24.718 | 26.174 |

## Sehenswürdigkeiten
Zu den Sehenswürdigkeiten von Austin zählen:
- das Historic Hormel Home
- das Historic Paramount Theatre
- das J.C. Hormel Nature Center
- das Spam-Museum

## Demographie
Nach der Volkszählung im Jahr 2000 leben in Austin 23.314 Menschen in 9897 Haushalten und 6076 Familien. Ethnisch betrachtet setzt sich die Bevölkerung aus 93 Prozent weißer Bevölkerung sowie kleineren Minderheiten zusammen.
In 27,2 % der 9897 Haushalte leben Kinder unter 18 Jahren, in 48,6 % leben verheiratete Ehepaare, in 9,5 % leben weibliche Singles und 38,6 % sind keine familiären Haushalte. 33,4 % aller Haushalte bestehen ausschließlich aus einer einzelnen Person und in 17,2 % leben Alleinstehende über 65 Jahre.
Auf die gesamte Stadt bezogen setzt sich die Bevölkerung zusammen aus 23,3 % Einwohnern unter 18 Jahren, 8,7 % zwischen 18 und 24 Jahren, 25,1 % zwischen 25 und 44 Jahren, 20,9 % zwischen 45 und 64 Jahren und 22,0 % über 65 Jahren. Der Median beträgt 40 Jahre. Etwa 52 % der Bevölkerung ist weiblich.
Der Median des Einkommens eines Haushaltes beträgt 33.750 USD, der einer Familie 42.691 USD. Das Prokopfeinkommen liegt bei 20.651 USD. Etwa 10,9 % der Bevölkerung und 7,5 % der Familien leben unterhalb der Armutsgrenze.

## Söhne und Töchter der Stadt
- George A. Hormel (1860–1946), Unternehmer
- James Wheeler Davidson (1872–1933), Journalist, Unternehmer, Diplomat und Entdecker
- Richard Eberhart (1904–2005), Schriftsteller
- James Hormel (1933–2021), Diplomat und Bürgerrechtsaktivist
- John Madden (1936–2021), American-Football-Spieler und -Trainer
- Tim O’Brien (* 1946), Schriftsteller
- Marc Anderson (* 1955), Perkussionist und Musikethnologe
- Tom Lehman (* 1959), Profigolfer
- Lee Janzen (* 1964), Profigolfer
- Trace Bundy (* 1977), Gitarrist
- Amanda Hocking (* 1984), Schriftstellerin
- Logan Kelly (* 2003), „All American“-Schwimmer